# 尤文泽
尤文泽（1965年6月—），男，中华人民共和国外交官，现任中华人民共和国驻开普敦总领事。

## 生平
尤文泽曾任全国人大常委会办公厅外事局处长、驻加拿大大使馆参赞、全国人大外事委员会国际交流室副主任和主任、巡视员、全国人大外事委员会办公室主任、外事委员会发言人。2023年1月，出任中华人民共和国驻开普敦总领事。